# Claude Mansard
Claude Mansard est un acteur français né le 20 septembre 1922 à Paris dans le 10e arrondissement et mort le 29 juin 1967 à Paris dans le 9e arrondissement. Il est l'un des acteurs fétiches des films de Jean-Pierre Mocky.

## Filmographie
- 1958 : Les Amants de Louis Malle : Marcelot
- 1958 : Les Quatre Cents Coups de François Truffaut : Le juge pour enfants
- 1959 : La Tête contre les murs de Georges Franju
- 1959 : Les Dragueurs de Jean-Pierre Mocky : Babs, le noctambule ivre
- 1959 : Les Affreux de Marc Allégret
- 1959 : À bout de souffle de Jean-Luc Godard : Claudius Mansard
- 1960 : Tirez sur le pianiste de François Truffaut : Momo
- 1960 : Un couple de Jean-Pierre Mocky : Barouche
- 1960 : Le Farceur de Philippe de Broca : Un musicien
- 1960 : L'Amant de cinq jours de Philippe de Broca : Un invité
- 1961 : Les Sept Péchés capitaux, sketch "La colère" de Sylvain Dhomme, Max Douy et Eugène Ionesco
- 1961 : Snobs ! de Jean-Pierre Mocky : Tousseur
- 1962 : L'Empire de la nuit de Pierre Grimblat
- 1962 : Landru de Claude Chabrol : Me de Moro Gafferi
- 1963 : Les Vierges de Jean-Pierre Mocky
- 1963 : Le Petit Fût de Jean-Émile Jeannesson (court-métrage) : Chicot, l'aubergiste
- 1963 : Un drôle de paroissien de Jean-Pierre Mocky : L'épicier, le beau-père de Georges
- 1964 : La Grande Frousse ou La Cité de l'indicible peur de Jean-Pierre Mocky : Le bourreau
- 1964 : Mata Hari de Jean-Louis Richard : Le directeur de l'Alcazar
- 1964 : Cent briques et des tuiles de Pierre Grimblat : Le commissaire
- 1965 : La Bourse et la Vie de Jean-Pierre Mocky : Un parieur
- 1965 : Les Jeunes Années de Joseph Drimal (Série TV) : Hector Lafont (ép. 2, 4, 8)
- 1965 : Qui êtes-vous, Polly Maggoo ? de William Klein
- 1966 : Les malabars sont au parfum de Guy Lefranc : Smirnoff, un agent russe
- 1967 : Les Compagnons de la marguerite, de Jean-Pierre Mocky : Le directeur du journal
- 1967 : Salle n° 8 de Robert Guez et Jean Dewever (Série TV) : Henri Duparc (ép. 47, 48)

## Théâtre
- 1950 : La Cantatrice chauve d'Eugène Ionesco, mise en scène Nicolas Bataille, Théâtre des Noctambules création
- 1951 : La Leçon d'Eugène Ionesco, mise en scène Marcel Cuvelier, création Poche Montparnasse
- 1955 : Jacques ou la soumission d'Eugène Ionesco, mise en scène Robert Postec, Théâtre de la Huchette
- 1958 : La Bonne Soupe de Félicien Marceau, mise en scène André Barsacq, Théâtre du Gymnase
- 1963 : Monsieur Vautrin d'André Charpak, d'après Honoré de Balzac, mise en scène André Charpak,   Théâtre Récamier